# Santa Anita Park
Santa Anita Park är en hästkapplöpningsbana i Arcadia i Kalifornien. Banan öppnades den 25 december 1934 och arrangerar några av de mest framstående galopplöpen i USA, bland annat Santa Anita Derby och Santa Anita Handicap. Inga löp arrangeras under sommaren. Banan har även arrangerat löpserien Breeders 'Cup 1986, 1993, 2003, 2008, 2009, 2012, 2013, 2014, 2016 och 2019.

## Historia
1933 legaliserade Kalifornien totalisatorspel och flera investerargrupper arbetade för att öppna hästkapplöpningsbanor. Los Angeles Turf Club öppnade Santa Anita Park på juldagen 1934, vilket gjorde det till den första formellt etablerade banan i Kalifornien. Arkitekten Gordon Kaufmann designade sina olika byggnader i stilen Streamline Modern, och målade de främst i Santa Anitas signaturfärger, persisk grön och chiffongul.
I februari 1935 kördes det första Santa Anita Handicap, och löpets prissumma på 100 000 dollar var då det mest penningstinna löpet i USA.
Under sin storhetstid lockade banans tävlingar stjärnor som Betty Grable, Lana Turner, Edgar Bergen, Jane Russell, Cary Grant och Esther Williams. Bing Crosby, Joe E. Brown, Al Jolson och Harry Warner var alla aktieägare i banan.
Från och med 2014 tog banan över flertalet löpningar då Hollywood Park Racetrack stängdes.

### Dödsfall 2019
I början av mars 2019 avbröts alla tävlingar efter vinterns 21:a dödsfall. Tävlingarna återupptogs i slutet av månaden. Löpen sköts upp så att banans underlag kunde studeras. 7 av de 21 dödsfallen inträffade under tävlingar på dirttrack, nio inträffade under träning på dirttrack och de andra inträffade på gräsbanan.
37 hästar dog på banan 2019, vilket orsakade ovan nämnda avbrott av tävlingar och resulterade i att California Racing Commission övervägde regeländringar. Efter den 30:e hästens död i slutet av juni förbjöds tränaren Jerry Hollendorfer, som hade tränat fyra av de avlidna hästarna, på livstid från Stronach Groups alla banor.